# 숲은 잠들지 않는다
《숲은 잠들지 않는다》는 1989년 5월 3일부터 1989년 6월 22일까지 방영된 KBS 2TV 수목 드라마이다.
불건전한 내용과 선정적 장면으로 방송위원회로부터 주의를 받았다.

## 제작진
- 극본 : 지상학
- 원작 : 박범신
- 연출 : 정을영

## 출연진
- 임동진
- 김자옥
- 이호재
- 남일우
- 백윤식
- 전인화
- 김주승
- 반효정
- 연운경
- 정복임
- 장승화
- 김동호
- 고인배
- 신수강
- 이동주
- 장기용
- 최은영
- 박재주
- 이예자
- 제니퍼(애리)